# Styczeń 2006 w sporcie
Zobacz też: Styczeń 2006 • Zmarli w styczniu 2006 • Styczeń 2006 w Wikinews

## 31 stycznia
- Piłka ręczna – Mistrzostwa Europy w piłce ręcznej:
  - Polska przegrała z Hiszpanią 25:34 (15:16) w meczu grupy I drugiej rundy rozgrywek grupowych turnieju finałowego mistrzostw Europy piłkarzy ręcznych, które odbywają się w Szwajcarii. Podopieczni trenera Bogdana Wenty toczyli wyrównane spotkanie z aktualnymi mistrzami świata do 34. minuty, kiedy to na tablicy wyników po raz ostatni pojawił się remis – 17:17.

## 30 stycznia
- Tenis ziemny – Ranking ATP Doubles Race:
  - Mariusz Fyrstenberg i Marcin Matkowski (półfinaliści wielkoszlemowego Australian Open) osiągnęli najwyższą w karierze, piątą pozycję w rankingu najlepszych par deblowych świata – ATP "Double Race". Dotychczas najwyżej sklasyfikowani byli na 14. pozycji – 7 czerwca 2004 roku. Liderami rankingu są amerykańscy bliźniacy Bob i Mike Bryanowie, triumfatorzy Australian Open.

## 29 stycznia
- Sport – Ministerstwo Sportu: Minister sportu Tomasz Lipiec zaapelował o odwołanie wszystkich zawodów sportowych w Polsce na czas żałoby narodowej, ogłoszonej w związku z sobotnią tragedią na Śląsku. Żałobę narodową ogłosił prezydent RP Lech Kaczyński w związku z katastrofą w centrum targowym w Katowicach, w której zginęło co najmniej 67 osób, a ponad 171 zostało rannych, w tym około 13 cudzoziemców. Żałoba obowiązywać będzie od godz. 16 w niedzielę do środy, 1 lutego, włącznie.
- Tenis ziemny – Australian Open 2006:
  - Roger Federer wygrał turniej Australian Open, rozgrywany na twardych kortach w Melbourne Park. W finale pokonał Cypryjczyka Markos Pagdatis w czterech setach (5-7, 7-5, 6-0, 6-2). To drugie w karierze Szwajcara zwycięstwo w tym turnieju (poprzednie w 2004) i siódmy tytuł wielkoszlemowy zdobyty w rozgrywkach singlowych.
- Kolarstwo przełajowe – Mistrzostwa świata w kolarstwie przełajowym:
  - Belg Erwin Vervecken został po raz drugi (po sukcesie w 2001 roku) mistrzem świata elity w kolarstwie przełajowym. W holenderskiej miejscowości Zeddam wyprzedził swojego rodaka Barta Wellensa. Brązowy medal zdobył Francuz Francis Mourey. Najlepszy z Polaków – Marek Cichosz (MBK-Cycles-Scout) – zajął 16. miejsce, tracąc do zwycięzcy 1 minutę i 26 sekund.
  - Holenderka Marianne Vos zdobyła tytuł mistrzyni świata w kolarstwie przełajowym wśród pań. Na finiszu reprezentantka gospodarzy wyprzedziła Niemkę Hankę Kupfernagel. Trzecie miejsce zajęła rodaczka Vos, Daphny Van den Brand. Reprezentantki Polski w Zeddam nie startowały.
- Piłka ręczna – Mistrzostwa Europy w piłce ręcznej:
  - Polska przegrała ze Słowenią 29:33 (10:16) w meczu grupy A turnieju finałowego mistrzostw Europy piłkarzy ręcznych, które odbywają się w Szwajcarii. Oba zespoły już wcześniej miały zapewniony awans do drugiej rundy rozgrywek grupowych.
- Skoki narciarskie – Puchar Świata w skokach narciarskich w Zakopanem:
  - Matti Hautamäki zwyciężył w konkursie Pucharu Świata w skokach narciarskich w Zakopanem. Fin, który zwyciężył na Wielkiej Krokwi również w sobotę, oddał dwa najdłuższe skoki – w pierwszej serii wylądował na 133., a w drugiej na 132. metrze, co dało mu łączną notę 277,5 pkt. Wyprzedził on o trzy punkty swojego rodaka Janne Ahonena i o 6,4 Austriaka Thomasa Morgensterna. Najlepszy z Polaków – Adam Małysz – zajął 14. pozycję.

## 28 stycznia
- Skoki narciarskie – Puchar Świata w skokach narciarskich w Zakopanem:
  - Matti Hautamäki zwyciężył w konkursie Pucharu Świata w skokach narciarskich w Zakopanem. W obu skokach przekroczył granicę 130 metrów (132 i 131,5 m), uzyskując łączną notę 274,3 pkt. Drugie miejsce przypadło Tami Kiuru – 264,7 pkt. (128,5 i 130,5 m), a trzecie Janne Ahonenowi – 264 pkt. (127 i 130,5 m). Tuż za nimi na czwartym miejscu, z notą 261,5 pkt. za skoki na odległość 127 i 130,5 m, uplasował się Adam Małysz, dla którego było to najlepsze miejsce w sezonie.
- Piłka ręczna – Mistrzostwa Europy w piłce ręcznej:
  - Reprezentacja Polski, po niezwykle dramatycznym meczu, zremisowała z drużyną gospodarzy 31:31 (17:16) w spotkaniu grupy A odbywających się w Szwajcarii mistrzostw Europy piłkarzy ręcznych. Remis z zespołem Szwajcarii dał Polakom awans do czołowej dwunastki turnieju. W swoim ostatnim meczu fazy wstępnej "biało-czerwoni" zmierzą się 29 stycznia ze Słowenią.
- Tenis ziemny – Australian Open 2006:
  - Amélie Mauresmo wygrała turniej Australian Open (z pulą nagród 14,6 mln dol.), rozgrywany na twardych kortach w Melbourne Park. Finałowy pojedynek – rozstawionej z trójką – Mauresmo z Justine Henin-Hardenne (nr 8.) nie został rozegrany do końca w wyniku niedyspozycji żołądkowej Belgijki. Grę przerwano po 52 minutach, gdy Francuzka prowadziła 6:1, 2:0 i 30:0. Było to pierwsze zwycięstwo francuskiej tenisistki w Wielkim Szlemie.
  - Polski debel – Grzegorz Panfil i Błażej Koniusz – wygrał rywalizację gry podwójnej juniorów (do lat 18) w wielkoszlemowym turnieju Australian Open. W finale Polacy pokonali 7:6 (7-5), 6:3 tenisistów amerykańskich Kellena Damico i Nathaniela Schnugga, rozstawionych z szóstką. To był drugi mecz rozegrany przez Polaków tego dnia, bowiem wcześniej wygrali w półfinale 7:6 (7-1), 6:0 z Libańczykiem Bassamem Beidasem i Amerykaninem Mateuszem Keckim (mecz ten nie odbył się w piątek z powodu opadów deszczu). Wcześniej Polacy wygrali 6:4, 6:2 z Australijczykami Johnem Peersem i Johnem-Patrickiem Smithem, w 1/8 finału wyeliminowali parę numer jeden: Jeevana Neduncherhiyana i Sanamę Singha z Indii 6:4, 3:6, 6:3, a w ćwierćfinale pokonali 7:5, 7:5 Japończyków Sho Aidę i Shuhei Uzawę (7.).

## 27 stycznia
- Piłka nożna – Losowanie grup eliminacyjnych do ME w piłce nożnej 2008:
  - W szwajcarskiej miejscowości Montreux odbyło się losowanie grup Euro 2008. Polska trafiła do grupy A wraz z Portugalią, Serbią i Czarnogórą, Belgią, Finlandią, Armenią, Azerbejdżanem oraz Kazachstanem. Procedura trwała zaledwie 16 minut, a nad przebiegiem losowania czuwał dyrektor wykonawczy UEFA Lars-Christer Olsson. Kulki z nazwami zespołów wyciągali byli reprezentanci Austrii i Szwajcarii – Andreas Herzog oraz Stéphane Chapuisat. Finały Euro 2008 rozegrane zostaną w Szwajcarii i Austrii. 16 najlepszych zespołów Europy gościć będą stadiony w Genewie, Bazylei, Zurychu, Bernie, Wiedniu, Innsbrucku, Salzburgu i Klagenfurcie.
- Skoki narciarskie – Puchar Świata w skokach narciarskich w Zakopanem:
  - Siedmiu polskich zawodników zakwalifikowało się do konkursu Pucharu Świata w skokach narciarskich, który odbędzie się w Zakopanem 28 stycznia. W kwalifikacjach najlepiej z biało-czerwonych spisał się Adam Małysz, który zajął 3. miejsce po skoku na 134. m (140,7 pkt). Wygrał je Austriak Andreas Kofler (136 m, 144,8 pkt).

## 26 stycznia
- Piłka ręczna – Mistrzostwa Europy w piłce ręcznej:
  - Rozpoczęły się mistrzostwa Europy w piłce ręcznej w Szwajcarii. W swoim inauguracyjnym meczu reprezentacja Polski pokonała Ukrainę 33:24 (19:13). To trzeci z rzędu występ Polaków w finałach ME. Poprzednie nie były udane – Polacy zajęli 15. oraz 16. (ostatnie) miejsce. Tytułu mistrzowskiego bronią Niemcy.
- Tenis ziemny – Australian Open 2006:
  - Polski debel tenisowy – Mariusz Fyrstenberg i Marcin Matkowski – przegrał w półfinale wielkoszlemowego Australian Open z parą Martin Damm (Czechy) i Leander Paes (Indie) 2:6, 4:6.

## 25 stycznia
- Koszykówka – Rosjanka Marija Stiepanowa została uznana najlepszą koszykarką Europy w 2005 roku w plebiscycie międzynarodowej federacji FIBA. Trzecie miejsce zajęła Małgorzata Dydek, a piąte inna reprezentantka Polski Agnieszka Bibrzycka.
- pływanie – Paweł Korzeniowski zwyciężył na 200 m st. motylkowym, a Katarzyna Baranowska na 200 m st. zmiennym w zawodach pływackiego Pucharu Świata w Moskwie. Na podium stanęli też Przemysław Stańczyk (drugie miejsce na 400 m st. dowolnym), Mateusz Sawrymowicz (trzecie miejsce na 400 m st. dowolnym), Agata Korc (trzecie miejsce na 50 m st. dowolnym), Paulina Barzycka (trzecie miejsce na 200 m st. dowolnym) oraz Katarzyna Staszak (trzecie miejsce na 200 m st. grzbietowym).
- Piłka nożna – Tomasz Frankowski podpisał 2,5 letni kontrakt z angielskim zespołem Wolverhampton Wanderers F.C., który występuje w lidze Championship (odpowiednik drugiej ligi polskiej). Klub z wysp zapłacił dotychczasowemu pracodawcy reprezentanta Polski – hiszpańskiemu Elche CF – 1,4 miliona funtów (około 2 milionów euro).
- Lekkoatletyka – podczas mityngu lekkoatletycznego "Rosyjska Zima" w Moskwie Rosjanka Julia Czyżenko pobiła halowy rekord Europy w biegu na 1000 metrów wynikiem 2.32.16. Poprzedni rekord należał od lutego 2004 roku do Brytyjki Kelly Holmes i wynosił 2.32,96.

## 24 stycznia
- Tenis ziemny – polski debel Mariusz Fyrstenberg i Marcin Matkowski awansował do półfinału wielkoszlemowego Australian Open, rozgrywanego w Melbourne. W ćwierćfinale Polacy wygrali (po niemal dwugodzinnym pojedynku) z australijsko-amerykańską parą Ashley Fisher i Justin Gimelstob 6:2, 3:6, 6:3. O finał polski debel powalczy z czesko-indyjską parą Martin Damm i Leander Paes. (Wikinews)

## 23 stycznia
- Tenis ziemny – polski debel Mariusz Fyrstenberg i Marcin Matkowski awansował do ćwierćfinału wielkoszlemowego Australian Open, rozgrywanego w Melbourne. W trzeciej rundzie Polacy wygrali z rozstawionymi z numerem piątym Francuzem Fabrice Santoro i Nenadem Zimonjicem z Serbii i Czarnogóry 7:5, 7:5. Mecz trał 86 minut. To największy sukces polskiego debla w turniejach wielkoszlemowych. Dotychczas ich największym osiągnięciem był awans do III rundy French Open w Paryżu.

## 22 stycznia
- Hokej na trawie – reprezentacja Polski została wicemistrzem Europy, po porażce w finale z Niemcami 3:4 (1:2), w halowych mistrzostwach Europy w hokeju na trawie w Eindhoven. Bramki: dla Niemiec – Sascha Reinelt – trzy (9, 28-karny, 31), Philip Sunkel (28), dla Polski – Rafał Grotowski – dwie (14, 37-krótki róg) i Zbigniew Juszczak (40-krótki róg).
- Snowboarding – Jagna Marczułajtis (AZS AWF Kraków Zakopane) wygrała w szwajcarskiej miejscowości Nendaz snowboardowe zawody Pucharu Świata w slalomie równoległym. W finale pokonała reprezentantkę gospodarzy Danielę Meuli. To trzecie zwycięstwo reprezentanta Polski w imprezie rangi Pucharu Światu w historii snowboardu.
- pływanie – w zawodach pływackiego Pucharu Świata w Berlinie zwycięstwo w wyścigu na 200 m st. dowolnym odniósł Paweł Korzeniowski. Na drugich miejscach uplasowali się Katarzyna Baranowska na 400 m st. zmiennym i Łukasz Wójt na 200 m st. zmiennym.
- Snooker – Szkot John Higgins (mistrz świata z 1998 roku) został triumfatorem snookerowego turnieju The Masters w Londynie, pokonując w finale dwukrotnego mistrza świata Anglika Ronniego O’Sullivana 10:9.
- Rajdowe mistrzostwa świata – Fin Marcus Grönholm (Ford Focus) wygrał tegoroczny Rajd Monte Carlo, inaugurujący sezon 2006 samochodowych mistrzostw świata. Drugie miejsce zajął broniący tytułu Francuz Sébastien Loeb (Citroën Xsara), a trzecie Fin Toni Gardemeister (Peugeot 307).

## 21 stycznia
- Hokej na trawie – reprezentacja Polski awansowała do finału halowych mistrzostw Europy w hokeju na trawie, w Eindhoven. W półfinale Polacy pokonali wicemistrza Europy, Hiszpanię 11:3 (4:3). W meczu o złoty medal polska drużyna zagra z Niemcami, którzy pokonali Szwajcarię 6:3 (4:1).
- pływanie – w zawodach pływackiego Pucharu Świata w Berlinie zwycięstwo w wyścigu na 200 m st. motylkowym odniósł Paweł Korzeniowski. Drugie miejsca zajęli specjaliści w st. zmiennym – Łukasz Wójt na 400 m i Katarzyna Baranowska na 200 m.
- Łyżwiarstwo figurowe – Jewgienij Pluszczenko (Rosja) obronił w Lyonie tytuł mistrza Europy w łyżwiarstwie figurowym. Srebrny medal zdobył Szwajcar Stéphane Lambiel, a brązowy Francuz Brian Joubert.
- Snooker – Ronnie O’Sullivan awansował do finału snookerowego turnieju The Masters po zwycięstwie 6:5 ze Stephenem Lee.

## 20 stycznia
- Snowboarding – Paulina Ligocka zwyciężyła w snowboardowych zawodach Pucharu Świata w konkurencji half-pipe w szwajcarskim Leysin. Ligocka jest pierwszą Polką która zwyciężyła w zawodach Pucharu Świata w half-pipe i drugą – po Jagnie Marczułajtis – w historii polskiego snowboardu w slalomie. W klasyfikacji generalnej PŚ halfpipe polska olimpijka awansowała na trzecią pozycję.
- Tenis ziemny – Australian Open: Na trzeciej rundzie zakończyła swój występ w turnieju broniąca tytułu Serena Williams. Słowaczka Daniela Hantuchová pokonała ją gładko 6:1, 7:6. U panów największą niespodzianką było odpadnięcie rozstawionego z ósemką Gastóna Gaudio z Francuzem Fabrice'em Santoro (3:6, 2:6, 7:5, 6:1, 4:6).

## 19 stycznia
- Łyżwiarstwo figurowe – Irina Słucka została w Lyonie mistrzynią Europy w łyżwiarstwie figurowym. To już siódmy złoty medal ME 26-letniej Rosjanki, która ustanowiła rekord tego czempionatu. Srebrny medal zdobyła jej rodaczka Jelena Sokołowa, a brązowy Włoszka Carolina Kostner. Pary taneczne wykonują "taniec oryginalny".

## 18 stycznia
- pływanie – w drugim dniu zawodów pływackiego Pucharu Świata w Sztokholmie zdecydowane zwycięstwo odniosła Aleksandra Urbańczyk na 100 m stylem zmiennym. Na podium stanęli też: Katarzyna Baranowska (drugie miejsce na 400 metrów stylem zmiennym), Łukasz Wójt (trzecie miejsce na 200 m stylem zmiennym) i Mateusz Sawrymowicz (trzecie miejsce na 1500 m stylem dowolnym).
- Łyżwiarstwo figurowe – trwa rywalizacja na Mistrzostwach Europy. W finale par sportowych złoto bronią Tatjana Tot´mianina i Maksim Marinin. Polacy Dorota Zagórska i Mariusz Siudek, po poprawnie pojechanym programie, utrzymują 5 pozycję. Rozpoczyna się rywalizacja wśród Pań. Po "programie krótkim" prowadzi Rosjanka Irina Słucka.

## 17 stycznia
- pływanie – Paweł Korzeniowski zwyciężył na 200 m stylem motylkowym, a Katarzyna Baranowska – na 200 m stylem zmiennym w pierwszym dniu zawodów pływackiego Pucharu Świata w Sztokholmie. Na podium stanęli też Łukasz Wójt (drugie miejsce w finale 400 m stylem dowolnym) i Aleksandra Urbańczyk (trzecie miejsce na 200 m stylem zmiennym, o ponad dwie sekundy za Baranowską).
- Łyżwiarstwo figurowe – rozpoczęcie rywalizacji na Mistrzostwach Europy 2005/2006. Po "programie krótkim" prowadzą Rosjanie; Tatjana Tot´mianina i Maksim Marinin. Polska para; Dorota Zagórska i Mariusz Siudek plasują się na pozycji 5. Pary taneczne wykonują "taniec obowiązkowy".

## 16 stycznia
- Tenis ziemny – w Melbourne rozpoczął się Australian Open – pierwszy w tym roku turniej wielkoszlemowy. W rozgrywkach kobiet pierwsze niespodzianki – z turniejem już w pierwszej rundzie pożegnały się rozstawione Venus Williams i Jelena Diemientjewa. Odpadła również jedyna Polka, Marta Domachowska, która przegrała z Justine Henin-Hardenne 2:6, 1:6.

## 15 stycznia
- Skoki narciarskie – W rozegranym po raz drugi w historii drużynowym konkursie Mistrzostw Świata w lotach narciarskich wygrała ekipa Norwegii, przed Finlandią i Niemcami. Polska zajęła ostatnią, 9. lokatę.
- Tenis ziemny – Wyniki finałów turniejów tenisowych zakończonych w weekend:
  - turniej mężczyzn w Sydney: James Blake (USA) – Igor Andriejew (Rosja) 6:2, 3:6, 7:6
  - turniej mężczyzn w Auckland: Jarkko Nieminen (Finlandia) – Mario Ančić (Chorwacja) 6:2, 6:2
  - turniej pokazowy mężczyzn w Melbourne (Kooyong Classic): Andy Roddick (USA) – Tommy Haas (Niemcy) 6:3, 7:6
  - turniej kobiet w Sydney: Justine Henin-Hardenne (Belgia) – Francesca Schiavone (Włochy) 4:6, 7:5, 7:5
  - turniej kobiet w Canberze: Anabel Medina Garrigues (Hiszpania) – Cho Yoon-jeong (Korea Południowa) 6:4, 0:6, 6:4; w deblu triumfowała polsko-włoska para Marta Domachowska i Roberta Vinci
  - turniej kobiet w Hobart: Michaëlla Krajicek (Holandia) – Iveta Benešová (Czechy) 6:2, 6:1

## 14 stycznia
- Skoki narciarskie – w 19. mistrzostwach świata w lotach narciarskich w Kulm wygrał Roar Ljøkelsøy, drugie miejsce zajął Andreas Widhölzl, a trzecie Thomas Morgenstern. Najwyżej z Polaków uplasowali się Robert Mateja na 19. miejscu i Adam Małysz na 20.

## 13 stycznia
- Skoki narciarskie – Norweg Roar Ljøkelsøy jest liderem po pierwszym konkursie mistrzostw świata w lotach narciarskich rozgrywanych na skoczni Kulm w austriackim Tauplitz. Robert Mateja zajmuje 17. miejsce, Adam Małysz jest na 24. pozycji.

## 8 stycznia
- Wyniki finałów turniejów tenisowych zakończonych w weekend:
  - turniej mężczyzn w Ad-Dauha: Roger Federer (Szwajcaria) – Gaël Monfils (Francja) 6:3, 7:6
  - turniej mężczyzn w Adelajdzie: Florent Serra (Francja) – Xavier Malisse (Belgia) 6:3, 6:4
  - turniej mężczyzn w Ćennaju: Ivan Ljubičić (Chorwacja) – Carlos Moyá (Hiszpania) 7:6, 6:2
  - turniej kobiet w Gold Coast: Lucie Šafářová (Czechy) – Flavia Pennetta (Włochy) 6:3, 6:4
  - turniej kobiet w Auckland: Marion Bartoli (Francja) – Wiera Zwonariowa (Rosja) 6:2, 6:2
  - Puchar Hopmana w grze mieszanej w Perth: USA (Lisa Raymond, Taylor Dent) – Holandia (Michaëlla Krajicek, Peter Wessels) 2:1

## 7 stycznia
- Plebiscyt Przeglądu Sportowego – Otylia Jędrzejczak zwyciężyła w 71. Plebiscycie "Przeglądu Sportowego" i Telewizji Polskiej na 10. Najlepszych Sportowców Polski. Drugie miejsce zajął Tomasz Adamek, a trzecie Paweł Korzeniowski.
- Biegi narciarskie – Justyna Kowalczyk zajęła trzecie miejsce w estońskiej miejscowości Otepää w biegu na 10 km techniką klasyczną, zaliczanym do klasyfikacji narciarskiego Pucharu Świata. Polka po raz pierwszy stanęła na podium zawodów o PŚ. Zwyciężyła Norweżka, 41-letnia Hilde Pedersen, która na finiszu wyprzedziła o zaledwie 0,2 s reprezentantkę gospodarzy Kristinę Smigun. Zawodniczka AZS AWF Katowice straciła do triumfatorki 19,1 s.

## 6 stycznia
- Skoki narciarskie – 54. edycję Turnieju Czterech Skoczni wygrali ex aequo Fin Janne Ahonen i Czech Jakub Janda. Obaj skoczkowie uzyskali w klasyfikacji końcowej taką samą notę łączną. Ahonen już po raz czwarty w karierze stanął na najwyższym stopniu podium w TCS, czym wyrównał najlepsze osiągnięcie w historii Niemca Jensa Weißfloga.

## 4 stycznia
- Boks – Tomasz Adamek został uznany przez organizację World Boxing Council (WBC) Odkryciem Roku 2005 na zawodowych ringach. Oficjalne ogłoszenie wyników i wręczenie nagród nastąpi podczas corocznego kongresu WBC, który w dniach 28-31 stycznia odbędzie się w meksykańskim kurorcie Cancún.
- Skoki narciarskie – Norweg Lars Bystøl wygrał w Innsbrucku trzeci konkurs 54. edycji narciarskiego Turnieju Czterech Skoczni. Najlepszy z reprezentantów Polski – Rafał Śliż – zajął 26. miejsce.
- Piłka siatkowa – zespół Skry Bełchatów pokonał Lewskiego Siconco Sofia 3:1 (25:14, 25:20, 16:25, 29:27) w meczu grupy D Ligi Mistrzów siatkarzy. Polski zespół awansował do drugiej rundy rozgrywek.

## 1 stycznia
- Skoki narciarskie – Czech Jakub Janda wygrał drugie zawody Turnieju Czterech Skoczni w Garmisch-Partenkirchen. Adam Małysz zajął 21. miejsce.